# SD Gundam: Power Formation Puzzle
SD Gundam: Power Formation Puzzle est un jeu vidéo de puzzle au tour par tour développé et édité par Bandai en 1996 sur Super Nintendo. C'est une adaptation en jeu vidéo de la série basée sur l'anime Mobile Suit Gundam et notamment Super Deformed Gundam,.